# Nasreen Sultana Mitu
Nasreen Sultana Mitu (ur. 1987) – bangladeska rysowniczka, karykaturzystka i popularyzatorka nauki, podpisująca swoje prace jako Mitu. Jest najbardziej znaną rysowniczką w Bangladeszu.
Nasreen Sultana Mitu urodziła się w 1987 roku w Bangladeszu. Zaczęła rysować karykatury w 2006 roku. Większość jej prac ukazała się w satyrycznym magazynie Unmad oraz w dzienniku New Age. Jednym z jej najszerzej rozpowszechnionych rysunków była ilustracja z 2013 roku przedstawiająca parę dżinsów z zakrwawioną metką cenową, komentująca śmierć pracowników fabryk odzieżowych w katastrofie budowlanej w Szabharze. Mitu pełni funkcję redaktorki w Unmad oraz Dhaka Comics.
Do 2018 roku była adiunktem na Uniwersytecie Radższahi. W 2018 roku założyła Project Tiktaalik, którego celem jest rozwój edukacyjnych materiałów naukowych opartych na komiksach.
Zasiada w zarządzie Cartoonists Rights Network International i jest członkinią Bangladesh Cartoonist Association.